# Kebonagung (plaats in Demak)
Kebonagung is een bestuurslaag in het regentschap Demak van de provincie Midden-Java, Indonesië. Kebonagung telt 4677 inwoners (volkstelling 2010).